# Ханси, Марио
Марио Ханси (эст. Mario Hansi; 21 мая 1987, Тарту) — эстонский футболист, полузащитник, тренер.

## Биография
Воспитанник футбольного клуба «Таммека» (Тарту). С 2004 года выступал на взрослом уровне за второй состав клуба в низших лигах. За основной состав «Таммеки» дебютировал в высшей лиге Эстонии 12 марта 2006 года в матче против «Тулевика», выйдя на замену на 86-й минуте вместо Марти Пяхна. 1 октября 2006 года в матче против «Транса» забил свой первый гол в высшей лиге. Продолжал выступать за клуб до 2011 года, но не был твёрдым игроком основного состава. Финалист Кубка Эстонии 2008 года (в финале не играл).
В 2012 году выступал за другой клуб из Тарту, «СК 10» в первой лиге. В 2013 году играл за третий состав «Таммеки», а в 2014 году провёл свой последний матч за основной состав клуба, после чего завершил профессиональную карьеру. Позднее играл на любительском уровне за «Отепя» в пятом дивизионе.
Всего в высшем дивизионе Эстонии сыграл 72 матча и забил 5 голов.
В 2015—2016 годах входил в тренерский штаб «Таммеки», а в 2017 году работал главным тренером клуба. С 2018 года работает с детскими командами «Таммеки». Неоднократно входил в тренерские штабы младших сборных Эстонии в качестве помощника, в в 2019—2020 годах был ассистентом главного тренера основной сборной Эстонии.